# خوسيه أغيلار ألفاريز
خوسيه أغيلار ألفاريز (بالإسبانية: José Aguilar Álvarez)‏ هو جراح وطبيب مكسيكي، ولد في 1902 في مدينة مكسيكو في المكسيك، وتوفي بنفس المكان في 1959.